# Florian Pittiș
Florian Pittiș (n. 4 octombrie 1943, București – d. 5 august 2007, București), alintat „Moțu”, a fost un actor de teatru, film, voce, radio și televiziune român, regizor, traducător, interpret și textier de muzică folk, realizator de emisiuni radio. A scris texte pentru cântecele Andei Călugăreanu, ale lui Mircea Vintilă, Sorin Chifiriuc și ale altora.
A fost de asemenea, francmason (având gradul 33 și ultim), purtător de cuvânt al Marii Loje Naționale din România.

## Activitate artistică
A lucrat la Teatrul Municipal „Lucia Sturza-Bulandra”, colaborând cu regizori de renume precum Liviu Ciulei, Andrei Șerban, Alexandru Tocilescu, Sanda Manu, Dan Micu. A tradus și a regizat piese de teatru.
În domeniul muzical s-a făcut cunoscut într-un trio alături de Anda Călugăreanu și Dan Tufaru, în regia TV a lui Alexandru Bocăneț, iar mai târziu  a activat cu același succes în Cenaclul Flacăra. În anul 1992 întemeiază, alături de Mircea Baniciu, Mircea Vintilă și Vladi Cnejevici, formația Pasărea Colibri, cu care concertează până în 2001 și împreună cu care înregistrează patru albume.
Semnează cronică muzicală în diverse publicații, iar în 1998 devine directorul Canalului Tineret al Radiodifuziunii Române, urmând ca apoi să devină redactor-șef al postului de radio Radio 3net, ce emite exclusiv pe Internet. A adus o contribuție notabilă în popularizarea muzicii pop-rock prin realizarea unor emisiuni radiofonice în cadrul seriei Pittiș Show.
Florian Pittiș a tradus în limba română cântecele lui Bob Dylan: A Hard Rain's A-Gonna Fall (Va veni iar o ploaie grea)  Arhivat în 7 septembrie 2007, la Wayback Machine., Death is Not the End (Sfârșitul nu-i aici) [nefuncțională]
, Don't Think Twice, It's All Right (Nu-i nimic, asta e! ) [nefuncțională]
, Mr. Tambourine Man [nefuncțională]
, Rainy Day Women#12 & 35 (Toți suntem puțin luați...) [nefuncțională]
, She Belongs to Me (Alo! Ea-i a mea) [nefuncțională]
, Silvio (Oameni buni) [nefuncțională]
.

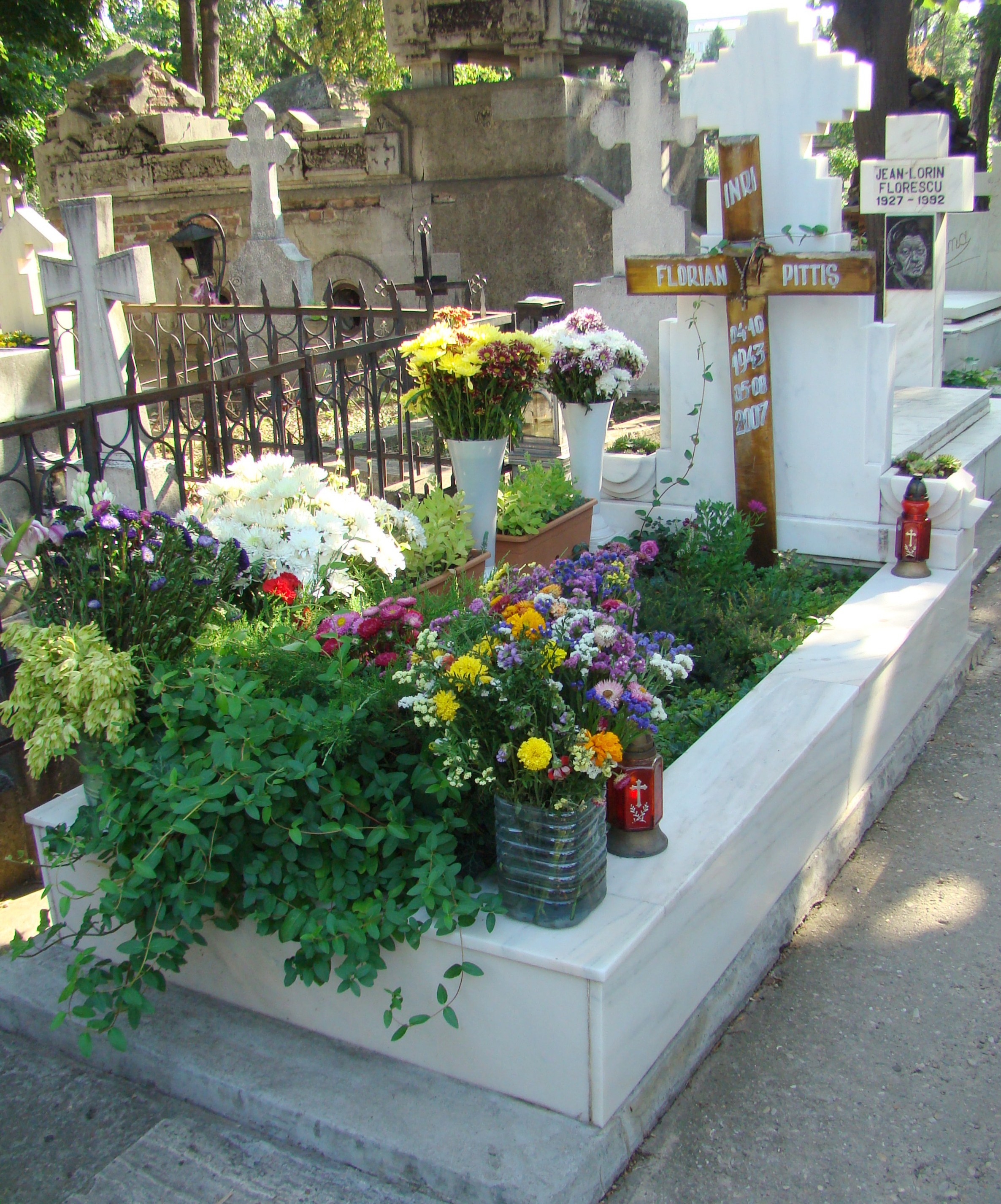
Mormântul lui Florian Pittiș din cimitirul Bellu

În afara activității artistice, Pittiș a fost membru și președinte al Senatului Clubului Aristocratic al Rapidului, fiind un susținător declarat al acestei populare echipe de fotbal.
S-a căsătorit la 12 martie 1999 cu Niculina Anda, educatoare.
La 30 iulie 2007, Pittiș a fost internat la Institutul Oncologic Fundeni. Artistul a impus medicilor să nu dezvăluie amănunte despre starea sănătății sale. Boala care l-a doborât, cancerul de prostată, era diagnosticată de mai bine de un an, timp în care Pittiș a urmat cu regularitate tratamentele prescrise. Florian Pittiș se stinge din viață la 5 august 2007 (ora 15.15) și este înmormântat cu onoruri masonice.

### Muzică
- Sunt tânăr, Doamnă... (2008);
- Cântece de bivuac (1999);
- Ciripituri (1998);
- În căutarea cuibului pierdut (1996);
- Nu trântiți ușa (Mircea Vintilă și Florian Pittiș), 1992

### Televiziune
A fost una dintre vocile consacrate ale îndrăgitei emisiuni Teleenciclopedia, producție TVR.

### Roluri în teatru
- Trufaldino – Slugă la doi stăpâni de Carlo Goldoni, regia Elena Negreanu, 1965 (Studioul Casandra)
- Mecanicul – Jocul de-a vacanța de Mihail Sebastian, regia Gelu Carabin, 1966 (Studioul Casandra)
- Regele Undinelor – Ondine de Jean Giradoux, regia George Rafael, 1966 (Studioul Casandra)
- Lucius – Iulius Cezar de William Shakespeare, regia Andrei Șerban, 1968
- Fleance – Macbeth de William Shakespeare, regia Liviu Ciulei, 1968
- Catrone – Uriașii munților de Luigi Pirandello, regia Eugenia-Gina Ionescu, 1968 (Studioul Casandra)
- George Webb – Orașul nostru de Niven Thornton Wilder, regia Mihai Berechet, 1968 (Teatrul Național București)
- Aurel – Sfârșitul pământului de Victor Eftimiu, regia Zoe Anghel-Stanca, 1968
- Menaechm (I și II) – Gemenii de Plaut, regia Alexandru Tatos, 1968 (Studioul Cassandra)
- Băiatul – Transplantarea inimii necunoscute de Alexandru Mirodan, regia Moni Ghelerter, 1969
- Camille – Puricele în ureche de Georges Feydeau, regia Emil Mandric, 1969
- Collin Talbo – Harfa de iarbă de Truman Capote, regia Crin Teodorescu, 1970
- Jeremy – Iubire pentru iubire de William Congreve, regia Emil Mandric, 1970
- Licheaua – Acești nebuni fățarnici de Teodor Mazilu, regia Emil Mandric, 1970
- Arlechino – Mincinosul de Carlo Goldoni, regia Sanda Manu, 1971
- Bufonul – Nebunia lui Pantalone de Carlo Goldoni (spectacol TV), regia Alexandru Tatos, 1971
- Algernon – Bună seara, domnule Wilde! de Oscar Wilde, regia Alexandru Bocăneț, 1971 (Teatrul Nottara)
- Valentin – Valentin și Valentina de Mihail Roșcin, regia  Adrian Georgescu, 1972
- Feste – A 12-a noapte de William Shakespeare; regia Liviu Culei, 1973
- Alencon – Elisabeta I de Paul Foster, regia Liviu Ciulei, 1974
- Alioșka – Azilul de noapte de Maxim Gorki, regia Liviu Ciulei, 1975
- Traian – Titanic Vals de Tudor Mușatescu, regia Toma Caragiu, 1975
- Edmund - Lungul drum al zilei către noapte de Eugene O’Neill, regia Liviu Ciulei, 1976
- Radu cel Frumos – Răceala de Marin Sorescu, regia Dan Micu, 1977
- Piotr - Mici burghezi de Maxim Gorki, regia Ioan Taub, 1978
- Ariel – Furtuna de William Shakepeare, regia Liviu Ciulei, 1978
- Mihai - Scoica de lemn de Fănuș Neagu, regia Dan Nasta, 1979 (Teatrul Nottara)
- Leonard Brazil – Cum se numeau cei patru Beatles (orig. City Sugar) de Stephen Poliakoff, regia Florian Pittiș, 1980[4]
- Patriciu – Anchetă asupra unui tânăr care nu a făcut nimic de Adrian Dohotaru, regia Petre Popescu, 1980
- Dumitrel – Orașul viitorului de Horia Lovinescu, regia Cristian Munteanu, 1981
- Ludovic cel Mare - Cabala bigoților de Mihail Bulgakov, regia Alexandru Tocilescu, 1982
- Domnul Loyal - Tartuffe de Moliere, regia Alexandru Tocilescu, 1982
- Olcica - Rezervația de pelicani de D.R. Popescu, regia Valeriu Moisescu, 1983
- Laertes - Hamlet de William Shakespeare, regia Alexandru Tocilescu, 1985
- El însuși - Cântec despre mine însumi de Walt Whitman, regia Florian Pittiș, 1985
- Teodoro - Câinele grădinarului de Lope de Vega, regia Florian Pittiș, 1988
- Philinte - Mizantropul de Moliere, regia Valeriu Moisescu, 1989
- Dr. Frank Bryant - Meditațiile Ritei de Willy Russell, regia Florian Pittiș, 1989
- Mortimer Brewster - Arsenic și dantelă veche de Joseph Kesselring, regia Grigore Gonța, 1991
- Sonnenstich - Deșteptarea primăverii de Frank Wedekind, regia Liviu Ciulei, 1991
- Tiresias - Antigona de Sofocle, regia Alexandru Tocilescu, 1993
- Jack - Totul în grădină de Edward Albee, regia Tudor Mărăscu, 1997

### Regizor
- Față în față cu lumea (spectacol în colaborare cu Mircea Vintilă), 1979
- Cum se numeau cei patru Beatles (titlu original, City Sugar) de Stephen Poliakoff (traducerea Florian Pittiș), 1980[4]
- Poezia muzicii tinere - spectacol de muzică și poezie, 1981
- Cântec despre mine însumi (Song of Myself) - spectacol de muzică și poezie pe versurile lui Walt Whitman, 1985
- Câinele grădinarului de Lope de Vega, 1988
- Meditațiile Ritei de Willy Russel, 1989
- Black and White de Keith Waterhouse și Willis Hall, (traducerea și adaptarea Florian Pittiș), 1997

### Cinema
- Duminică la ora 6 (1966)
- Gioconda fără surîs (1968)
- "Frumoasele vacanțe" (1968, regia: Károly Makk);
- Adio dragă Nela (1972)
- Veronica se întoarce (1973)
- Serenadă pentru etajul XII (1976)
- Mama (1977)
- E-atît de-aproape fericirea (1978) - dublaj de voce
- Ultima noapte de dragoste (1980) - dublaj de voce
- Rețeaua S (1980)
- Frumos e în septembrie la Veneția (1983)
- Călătoriile lui Pin-Pin (1990) - voce
- "Înnebunesc și-mi pare rău (1992, regia: Ion Gostin);
- "Mașini" (Regele, versiunea în limba română) (2006)
- Dublaj de voce, în seria Aventurile Ursulețului de Pluș, și în filmul Marea Aventură a Porcușorului, în rolul lui Winnie de Pluș, vocea în original aparținându-i lui Jeff Bennet.

## Premii și distincții
Președintele României Ion Iliescu i-a conferit artistului Florian Pittiș la 7 februarie 2004 Ordinul Meritul Cultural în grad de Comandor, Categoria D - "Arta Spectacolului", „în semn de apreciere a întregii activități și pentru dăruirea și talentul interpretativ pus în slujba artei scenice și a spectacolului”.

## Varia
Conform propriei declarații, Florian Pittiș a fost din 1998 membru al masoneriei române. La un moment dat a devenit purtător de cuvânt al Marii Loje Naționale din România.
A fost un cunoscut suporter al echipei de fotbal FC Rapid București
A fost un fumător prea pătimaș de Carpați fără filtru, producție exclusivă de Sfântu Gheorghe.

## Aprecieri critice
Cronica spectacolului A 12-a noapte de William Shakespeare (Teatrul Bulandra):
În acest spectacol, de mare clasă actoricească, se disting două interpretări ieșite din comun: Virgil Ogășanu – Malvolio…
Și, cel fără de care a 12-a noapte nu poate exista și nici nu poate fi imaginată, Feste, cel mai înțelept și mai trist bufon din comediile shakespeariene, cu o surprinzătoare viață prin creația lui Florian Pittiș. Un joc de profunzime, interiorizat, cu straturi de semnificații, elaborat cu precizie în gest, privire si cântec, ne-au relevat un Feste-vagabond, un Charlot „avant la lettre”, cu straiele lui Rică-Fante de Obor, un Feste care fumează cu disperare și înțelepciune, fiindcă știe tot ce se poate ști despre viață și despre moarte, despre dragoste și trădare, despre prietenie și nestatornicie, despre noroc și soartă. Un Feste care deschide și închide pagina spectacolului, îmbarcându-ne cu el pe o „Corabie a nebunilor”.
Mira Iosif – revista Teatrul nr. 5 (anul XVIII),  mai 1973

### Web site-uri
- www.florianpittis.ro - Site oficial mai vechi

### Articole în varii periodice
- Florian Pittiș[nefuncțională]
, 6 august 2007, Florin Condurățeanu, Anca Stănescu, Jurnalul Național
- Florian, omul soare[nefuncțională]
, 13 august 2007, Jurnalul Național
- "Tovarăși, până mâine sa-l tundeți!", 7 august 2007, Evenimentul zilei
- Serial în Jurnalul Național despre Florian Pittiș Arhivat în 5 martie 2016, la Wayback Machine. - fotografii, interviuri, mărturii
- Serial în Jurnalul Național despre Florian Pittiș, august 2007 - fotografii, interviuri, mărturii
- Serial în Jurnalul Național despre Florian Pittiș, septembrie 2008 - fotografii, interviuri, mărturii
- Florian Pittiș, înmormântat cu onoruri masonice, 8 august 2007, 9AM.ro
- Articole despre Florian Pittiș, la Jurnalul Național
- INTERVIU Florian Pittiș: „Teatrul oglindește viața care a fost, nu cea care este“, 6 decembrie 2013, Ziarul Metropolis
- Cu drag, despre Florian Pittiș - Regretatul actor, evocat de soția lui, Iulian Ignat, Formula AS - anul 2013, numărul 1069
- Rebelul pe care nici partidul nu a reușit să-l tundă, Adevărul - anul 2019,
- 13 ani mai târziu … povestea continuă, Radio Romania Cultural - anul 2020

### Actor de voce, recitator
- Poezia Puterea obișnuinței, recitată de Florian Pittiș - minutele 13:35 → 14:45 Arhivat în 7 aprilie 2020, la Wayback Machine. și alte poezii, recitate între cântece

### Interviuri
- "Cea mai mare bucurie? Faptul că trăiesc clipa de față", Formula AS - anul 1999, numărul 376
- Un actor total - Florian Pittiș, Silvia Kerim, Formula AS - anul 2007, numărul 782

### Cronici
- Cronica spectacolului Elisabeta I de Paul Foster Arhivat în 29 septembrie 2007, la Wayback Machine., cimec.ro
- Cronica spectacolului A 12-a noapte de William Shakespeare (Teatrul Bulandra) Arhivat în 29 septembrie 2007, la Wayback Machine.:

### Audio
- www.radio3net.ro/florian-pittis "Sunt cel mai frumos din orașul acesta..." Arhivat în 7 septembrie 2007, la Wayback Machine.
- Înregistrare a spectacolului "Cântec despre mine însumi" (1986) în arhiva radio3net Arhivat în 14 august 2007, la Wayback Machine.
- Piese interpretate de Florian Pittiș în arhiva radio3net Arhivat în 15 septembrie 2007, la Wayback Machine.

### Video
- Secvențe video pe YouTube